# Spejbl i Hurvínek

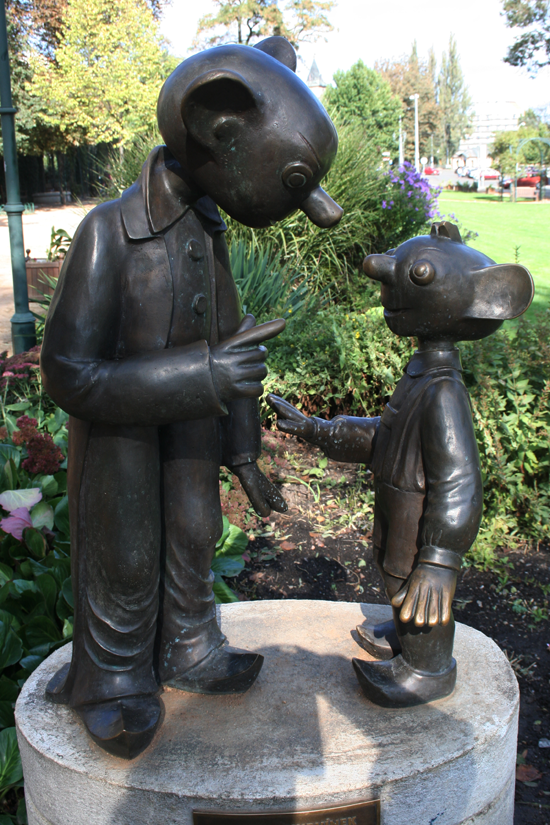

Spejbl (ojciec) i Hurvínek (syn) – dwie marionetki, najpopularniejsze postacie czeskiego teatru lalkowego, stworzone przez lalkarza Josefa Skupę. Spejbla wyrzeźbił w 1919 r. Karel Nosek. Po raz pierwszy wystąpił on w 1920 roku. Hurvínek wyszedł spod dłuta Gustava Noska w roku 1925. Po śmierci Josefa Skupy głosu użyczali lalkom najpierw Miloš Kirschner, a obecnie Milan Klásek.

## Historia marionetki
Z przemądrzałą uszatą marionetką o imieniu Spejbl jej twórca Josef Skupa od roku 1920 występował w pilzneńskim  Loutkovém divadle Feriálních osad (otwartym w roku 1913). Pojawiała się ona w duecie z   Kašpárkiem, lecz Skupa miał wrażenie, że postaci do siebie nie pasują.
W roku 1926, ku zaskoczeniu Skupy, Gustaw Nosek stworzył zmniejszoną i poprawioną wersję Spejbla. Uradowany twórca zaczął jej używać  jako dopełnienia duetu. Po raz pierwszy Hurvínek pojawił się jako jedna z postaci w sztuce Rudolfa Nešvery o tytule Počestný dům (Szanowane domostwo) drugiego maja 1926 roku. Pierwotnie nie miał być synem Spejbla, ale wynikło to stopniowo z ich wzajemnego związku.
Pochodzenie imienia Hurvínek nie jest jasne.  Początkowo nazywany „Spejblik”, w roku 1926 został przemianowany na Hurvínka. Twórca marionetki utrzymywał, że imię zostało wymyślone przez członka zespołu teatralnego Karela Kovala, jednakże, skoro pojawiło się już na pochodzącym z 1923 roku rysunku Skupy, nie można mieć co do tego pewności. Imię nie ma żadnego znaczenia i zostało wybrane ze względu na swoje przyjemne brzmienie.
Sztuki oparte na dialogach Hurvínka i Spejbla szybko stały się popularne, a Skupa zaczął nagrywać audycje radiowe, płyty, a wreszcie wydawać książki. W roku 1930 podjął decyzję o przekształceniu teatru w pierwszą czeską  profesjonalną scenę lalkarską, Divadlo Spejbla a Hurvínka.
W roku 1944, podczas II wojny światowej, Josef Skupa został aresztowany, a teatr zamknięto. Przeniesiono go z Pilzna do Pragi i otwarto  ponownie jesienią 1945 roku. Obecnie Divadlo Spejbla a Hurvínka mieści się przy ulicy Dejvickej, Praha 6. W roku 1954 Skupę zastąpił Miloš Kirschner, który przywrócił tradycję wygłaszania kwestii obu lalek przez jednego aktora. Po śmierci Skupy, KIrschner  z powodzeniem kontynuował działalność teatru. Aby rozpocząć występy za granicą, zaczął się również uczyć obcojęzycznych wersji dialogów marionetek. Od roku 1974 zaczął go w rolach zastępować Martin Klásek, który od roku 1982, przejął w pełni występy. Po śmierci Kirschnera (1997) stał się trzecim aktorem mówiącym głosami Spejbla i Hurvínka.
Od roku 1964 zaczęto używać wykonanych przez członka zespołu Radko Hakena marionetek, o bardziej szlachetnym a mniej groteskowym wyglądzie.

## Postać
Hurvínek zewnętrznie przypomina Spejbla - to uszaty chłopiec w drewniakach. W odróżnieniu od Spejbla ma kosmyk włosów, a marionetka może poruszać oczami. Pierwotnie ubrany w nocną koszulę, po kilku zmianach ostatecznie został przyodziany w białą koszulkę i krótkie spodenki na szelkach.
Hurvínek jest figlarnym synem Spejbla. Zgodnie z intencją Skoupy, większość sztuk polega na tym, że naiwny, niezbyt bystry  i nie zwracający przesadnej uwagi na syna Spejbl, popada w tarapaty z których go wyprowadza  lisi spryt syna. W późniejszych latach, podczas II wojny światowej, sztuki nabrały poważniejszego charakteru, a Spejbl stał się zatroskanym ojcem, dręczonego lękiem o swego Hurvínka.  W interpretacji Kirschnera Spejbl staje się nieco roztargnionym, lecz autorytarnym ojcem, a Hurvínek nieposłusznym i mazgajowatym synem. Z kolei Hurvínek Kláska to pyskaty i niecny kolega  Máničky, spędzający czas na pokpiwaniu z tępawego ojca. 

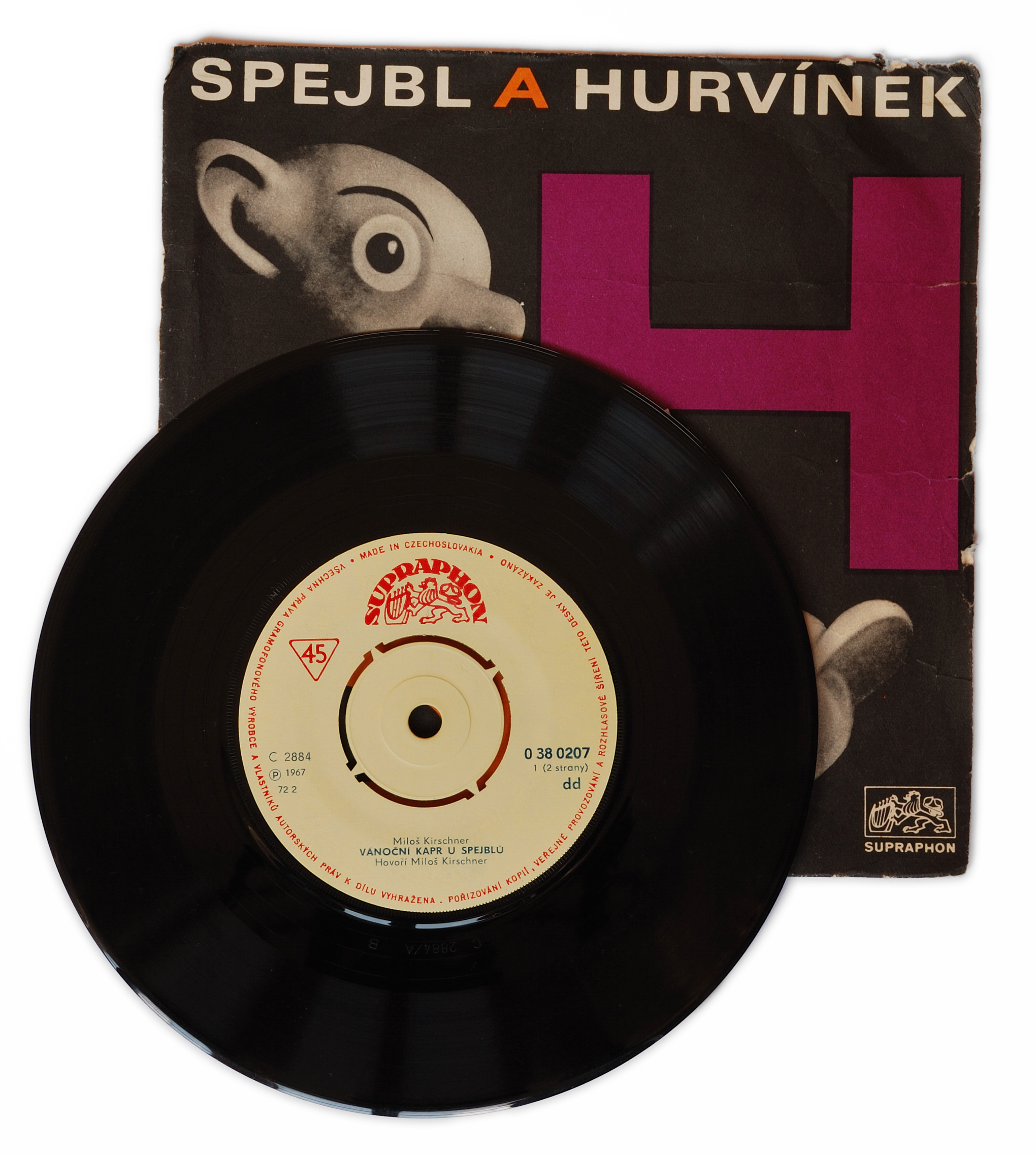
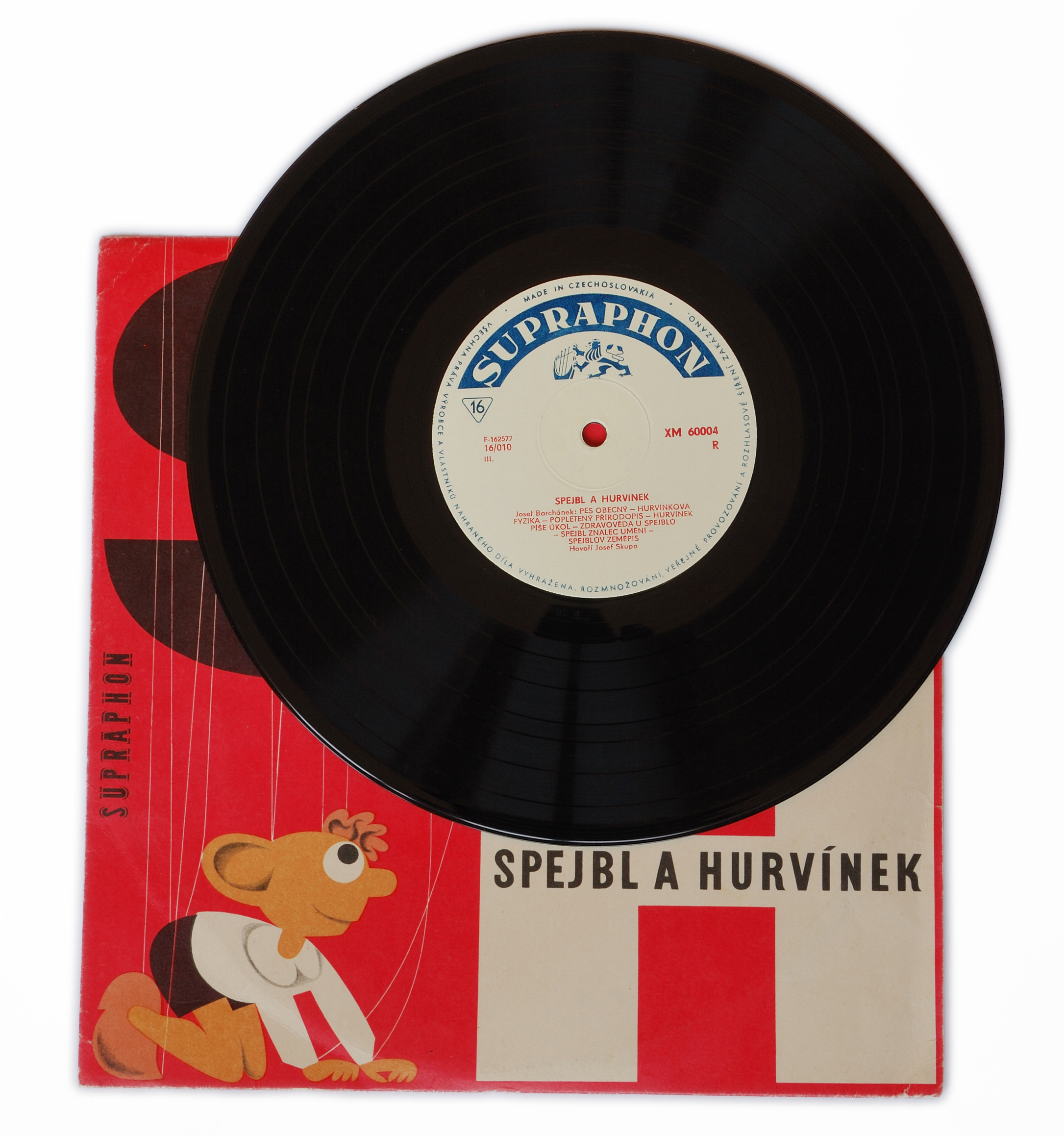
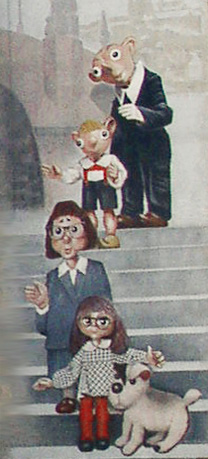
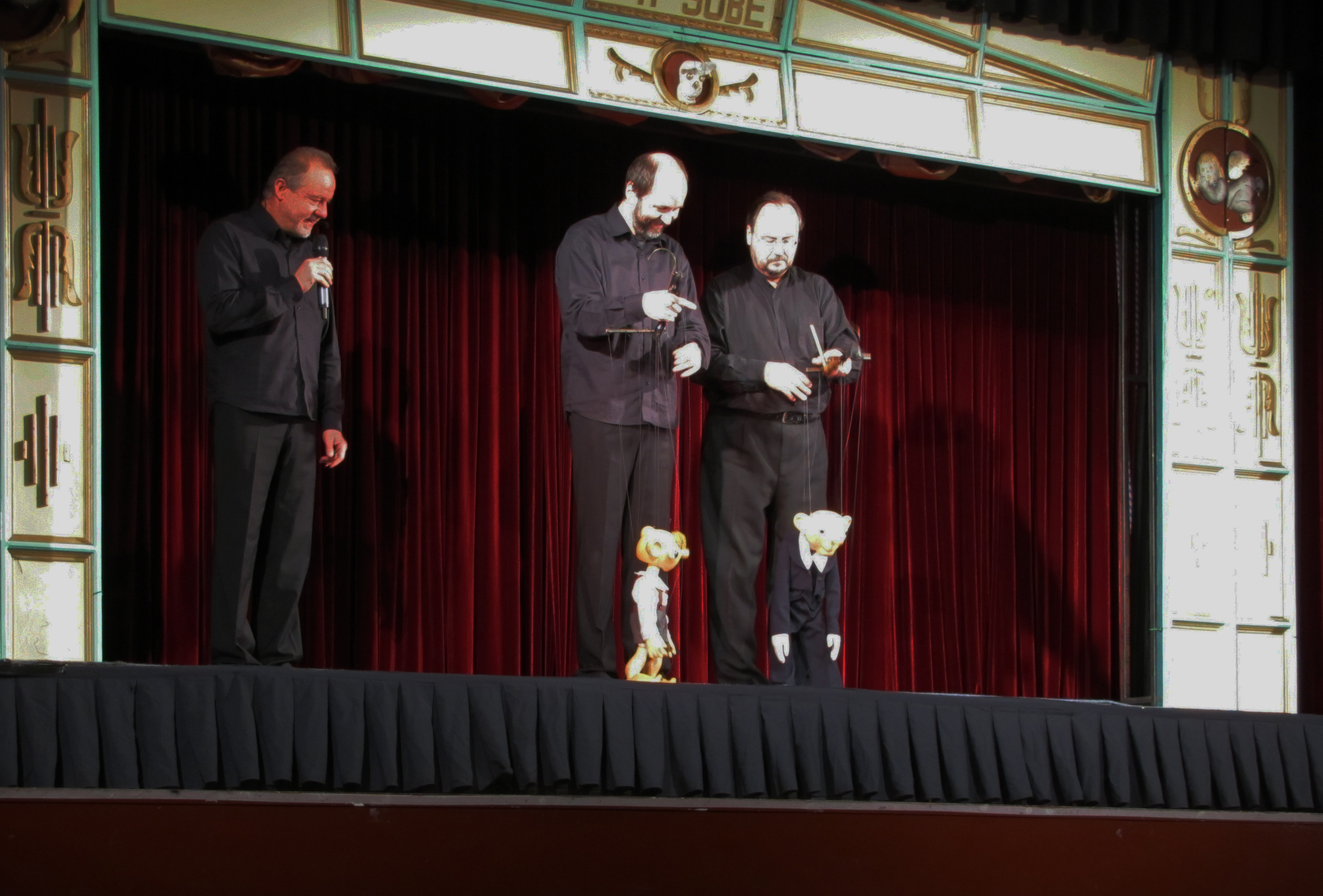
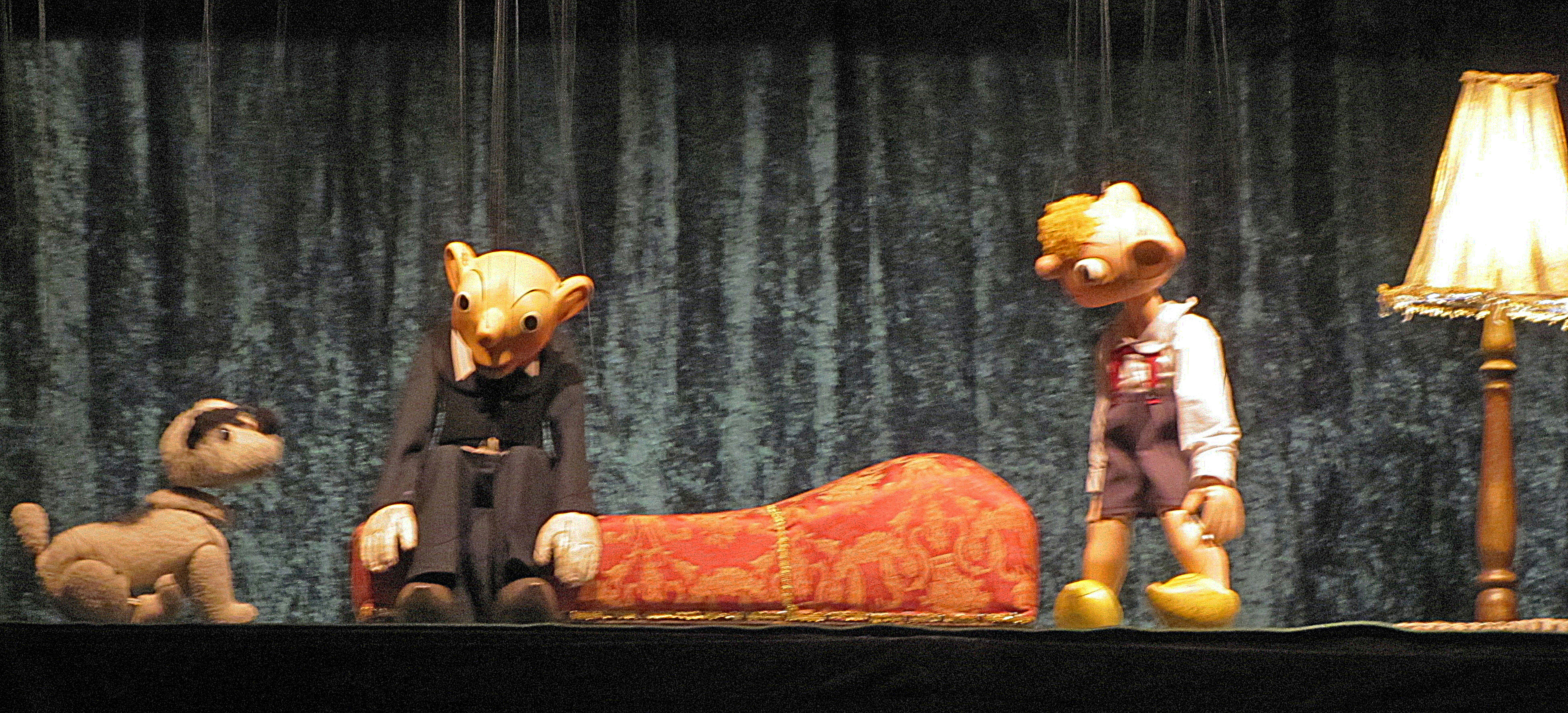
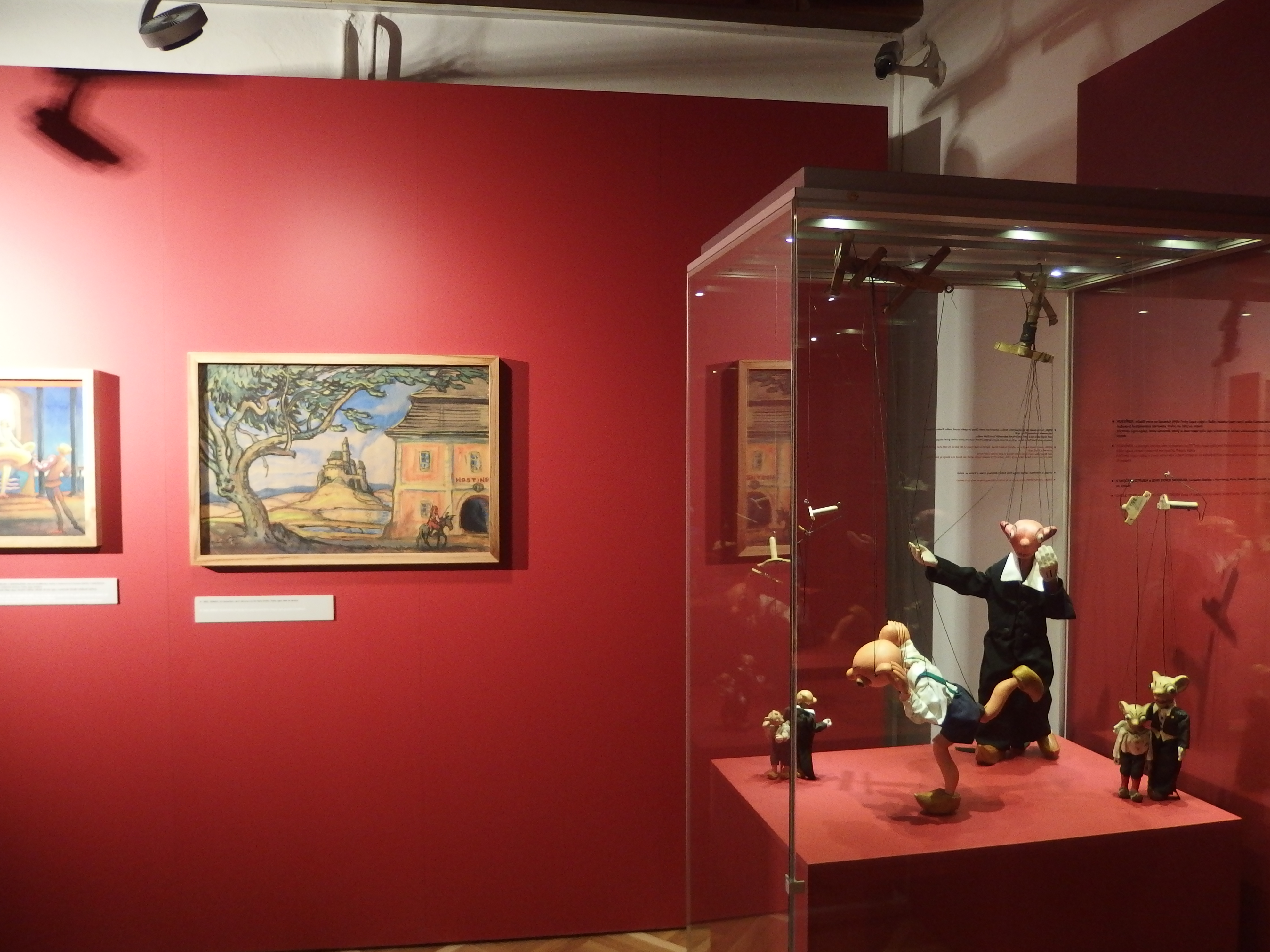

## Interpretatorzy
- Josef Skupa (1892–1957) w latach 1926–1957
- Miloš Kirschner (1927–1996) w latach 1954–1996
- Martin Klásek (*1957) od 1974
- Ondřej Lážňovský od 2017

## Adaptacje
Hurvínek i Spejbl stali się również bohaterami czterech seriali dobranocek emitowanych w telewizji czechosłowackiej i w czeskiej.